# Veleposlanstvo Armenije u Washingtonu D.C.
Veleposlanstvo Armenije u Washingtonu D.C. predstavlja diplomatsko predstavništvo Republike Armenije u SAD-u. Nalazi se na sjeverozapadu Washingtona u diplomatskoj četvrti, u susjedstvu s drugim veleposlanstvima. Od kolovoza 2021., armenska veleposlanica je Lilit Makunts.

## Povijest
Zgradu veleposlanstva dizajnirao je lokalni arhitekt George Oakley Totten Jr. u mediteranskom stilu 1909. godine. Ona je najprije služila kao rezidencija Amaryllis Gillett. Nakon nje, vlasnici zgrade bili su kongresnik Gilbert Hitchcock i Međunarodni institut za dizajn interijera. Kada se Institut spojio sa Sveučilištem Marymount 1990., nekretnina je ostala prazna.
Nakon što je Armenija 1991. proglasila nezavisnost, započela je diplomatske odnose sa SAD-om. Dvije godine poslije toga ondje je otvoreno armensko veleposlanstvo s veleposlanikom Roubenom Shugarianom. Vlada Armenije je 1995. uložila 2,3 milijuna USD u kupnju zgrade te njenu adaptaciju i odvajanje. Značajan dio sredstava osigurala je i zajednica američkih Armenaca kroz donacije.

## Vanjske poveznice
- Službena web stranica veleposlanstva